# Horgești (okręg Bacău)
Horgești – wieś w Rumunii, w okręgu Bacău, w gminie Horgești. W 2011 roku liczyła 1399 mieszkańców.